# وتهندرینا
وتهندرینا (به لاتین: Vatohandrina) یک سکونتگاه مسکونی در ماداگاسکار است که در واتوواوی-فیتووینانی واقع شده‌است.

## خصوصیات
وتهندرینا ۸٬۰۰۰ نفر جمعیت دارد و ۱۶۰ متر بالاتر از سطح دریا واقع شده‌است.